# Volumetria de precipitação
Volumetria de precipitação (encontrada algumas vezes como preciptação), ou titulação por precipitação, é o método da volumetria no qual se utiliza substâncias químicas que reagem entre si e formam duas fases uma liquida e outra sólida e insolúvel no meio reagente (normalmente, água), um precipitado, com isso é possível determinar quantitativamente o produto da reação, bem como, qualitativamente quando se analisa as fases separadamente.
Um exemplo clássico é a reação entre os íons Ag+ e Cl- para formar o sal muito insolúvel AgCl. Isto normalmente torna mais difícil determinar o ponto final da titulação precisamente. Como resultado, as titulações por precipitação frequentemente tem de ser feitas como ou com titulações secundárias, que determinem outros compostos produzidos ou produzíveis durante a reação.

## Métodos
Existem os métodos diretos e os indiretos: 
Métodos diretos:
1. Método de Mohr
2. Método de Fajans

Método indireto:
1. Método de Volhard